# John Grierson
John Grierson (Stirling, 8 de abril de 1898 — Bath, Somerset, 19 de fevereiro de 1972 foi um cineasta escocês.
Ao lado de Robert Flaherty e Dziga Vertov, John Grierson é considerado um dos principais nomes da história dos primórdios do documentário. Foi o fundador da escola inglesa de documentário, na época em que trabalhou no Empire Marketing Board, agência governamental. Tal escola foi responsável pela afirmação institucional do gênero ao lançar as bases para o que hoje se denomina documentário clássico.
Vindo de uma formação em ciências humanas, Grierson se preocupava com o despreparo do cidadão comum para discutir e opinar sobre questões complexas da sociedade moderna. Nesse sentido, ele acreditava no potencial do cinema de promover a cidadania. Um dos seus filmes mais famosos é Drifters. Grierson dá ao documentário o valor máximo, chegando ao ponto de chamá-lo de escolha poética ao fazê-lo em lugar da ficção. 
Foi o primeiro a usar o termo documentário. Mais tarde definiu esse tipo de filme como "de tratamento criativo da atualidade", para um filme de Robert Flaherty de 1926, chamado Moana. Grierson dizia que o documentário era um ótimo instrumento de educação. Filho de um professor de aldeia na Escócia que usava inovadoramente o cinema como instrumento de educação, Grierson sempre defendeu a idéia que o cinema e o rádio tinham papel fundamental na formação do caráter dos jovens cidadãos.
Começou sua carreira como diretor de filmes de ficção, mas logo se viu produzindo documentários, inclusive dirigindo e produzindo a Tradicional National Film Boards, do Canadá
Nos últimos anos de sua vida trabalhou com a UNESCO e produziu filmes para a África do Sul. 